# Chapelle-Viviers
Chapelle-Viviers är en kommun i departementet Vienne i regionen Nouvelle-Aquitaine i västra Frankrike. Kommunen ligger i kantonen Chauvigny som tillhör arrondissementet Montmorillon. År 2022 hade Chapelle-Viviers 564 invånare.

## Befolkningsutveckling
Antalet invånare i kommunen Chapelle-Viviers
| Referens: INSEE |